# Wartberg (lokacja)
Wartberg (lub Warteberg, Wartenberg) – pierwsza lokacja dzisiejszego Barczewa (zobacz też wieś Barczewko).

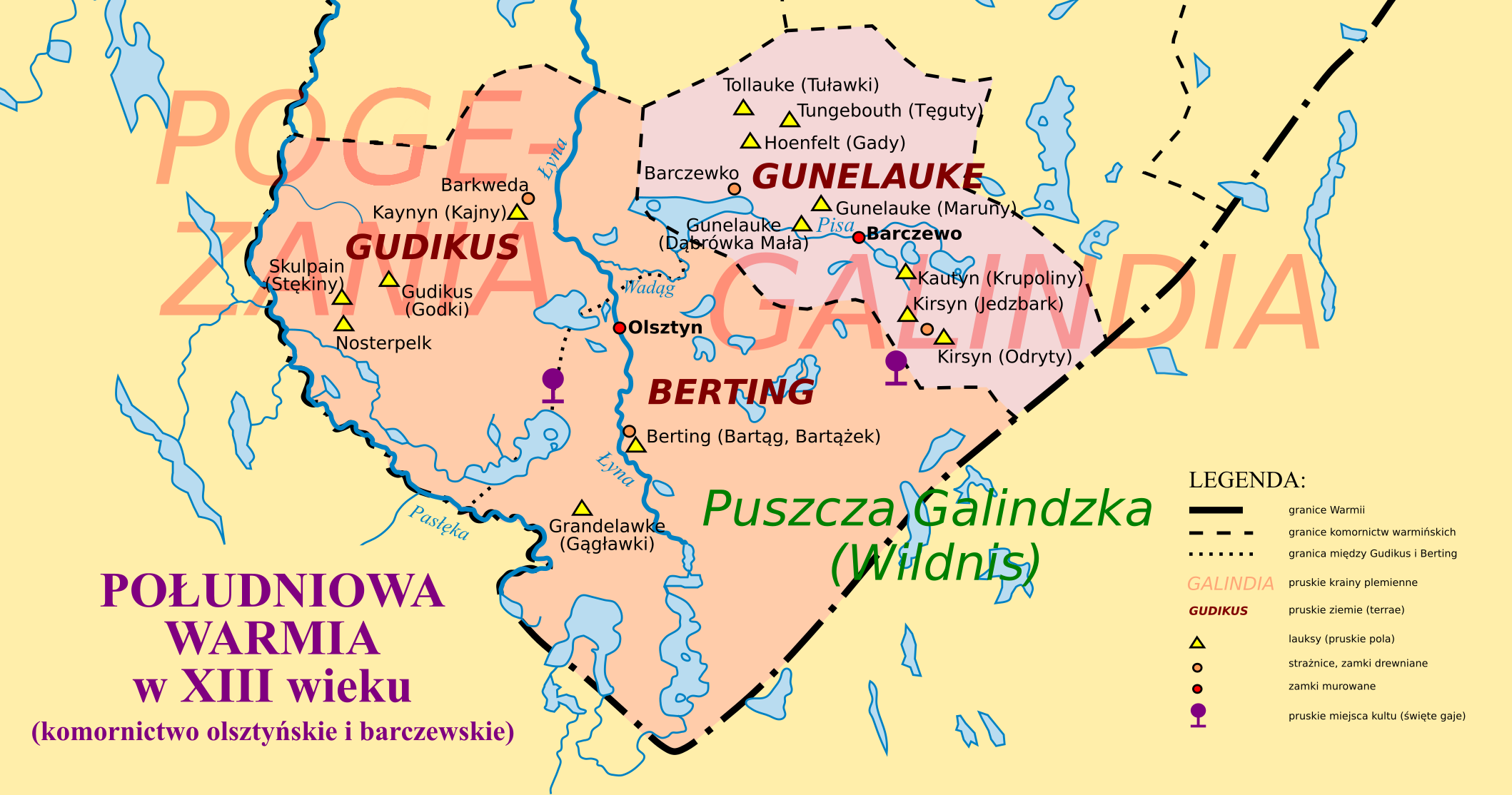
Południowa Warmia w XIII wieku. Zaznaczono zameczek w Barczewku.

Na początku XIII wieku, Ziemię Gunlauken (fragment Prus), położoną na północ od rzeki Pisy pod Wartemborkiem i północny wschód sięgając do Barcji i na zachód do Łyny, pokrywała olbrzymia puszcza. Tam też, przy zachodnim krańcu puszczy na wzgórzu Kunlauken miał swą siedzibę niejaki książę pruski Kun. W 1239 r., przybył wraz z rycerstwem do Prus książę Otto z Brunswiku, przy poparciu zakonu krzyżackiego zniszczyć siedzibę księcia oraz przyległe domostwa. Kiedy w roku 1254 władzę świecką przejął biskup warmiński Anzelm, Gunlauken była już wyludnioną i wyniszczoną krainą.
Piotr von Dusberg odnotował w kronice, że biskup warmiński Eberhard z Nysy, za radą wielkiego mistrza Wernera von Orselna nakazał w roku 1325 wójtowi Fryderykowi von Liebenzellowi, wybudować od północnej strony jeziora Wadąg nad strumykiem Orzechówką na wspomnianym wzgórzu Kunklauken, strażnicę-zamek obronny. Początkowo strażnica odgrywała rolę stanicy granicznej i dawała ochronę przed wojownikami litewskimi. Miejsce dogodne, wysoko wzniesione, z którego obserwowano całą okolicę miało jedną wadę. Nie posiadało w swej obronie żadnej przeszkody naturalnej. W tym czasie wokół zamku obronnego powstała osada. 26 grudnia 1329 r., biskup warmiński Henryk II Wogenap dla grodu obronnego Wartberg nadał prawa podobne do miejskich. Po raz pierwszy pod tą datą jako miasto Wartberg ze strażnicą-zamkiem obronnym umiejscowionym pośrodku wymieniony został w dowodach Dobrego Miasta. Był to zapewne dokument lokacyjny, którego pierwszymi założycielami byli bracia Jan i Piotr, pierwszym księdzem Jan (1337-1353), a sołtysem Henryk. Brak naturalnych warunków obronnych strażnicy sprzyjał licznym najazdom wojowników litewskich. 6 stycznia 1354 r., wojska litewskie pod dowództwem wielkiego księcia Olgierda i Kiejsuta po krótkiej walce spalili całkowicie miasto i zamek Wartberg. Wymordowano mieszkańców a uchodząc, uprowadzono kobiety i dzieci. Miasto Wartberg przestało istnieć. Na jego miejscu powstała wieś Alt Wartenburg (obecne Barczewko.
Dziesięć lat później nastąpiło nowe założenie miasta, które ulokowano w miejscu istniejącej od 1325 r., osady, zatrzymując dawną nazwę miasta Wartberg (dzisiejsze Barczewo). Obrana osada i teren nad rzeką Pisą był otoczony od południa bagnistymi łąkami i jeziorem Kiermas. Oddalona była o siedem kilometrów na wschód od dawnego miasta, i dwa kilometry od Krzyżowej Góry, gdzie znajdowała się osada staropruska, przy której dawniej miały się zlewać w jedną rzekę, Pisa i Kiermas. Nowe miejsce posiadało korzystniejsze warunki obronne, lepsze ukształtowanie terenu, a jeziora Umląg, Aryc, Pisa, Dobrąg i wzniesienia pokryte puszczą czyniły go bardziej bezpieczniejszym od poprzedniego. Po wykonaniu prac ziemnych, zmieniono bieg rzeki Kiermas, a wybudowanie sztucznego koryta do którego skierowano spiętrzone wody Pisy stworzyło rzeczną wyspę, na której rozpoczęto budowę średniowiecznego grodu. Później w widłach rzeki Pisy powstał za sprawą mnichów staw na dawnych Kapuśniakach.
Nowa lokalizacja grodu, oprócz zalet obronnych miała dodatkowo korzystniejsze warunki gospodarcze. Po raz pierwszy o istnieniu Wartberg w obecnym miejscu dowiadujemy się w 1356 r., z pisma biskupa Jana Stryprocka skierowanego do Kolegiaty w Dobrym Mieście. Zapewne to biskup Stryprock 6 czerwca 1364 r., lokując miasto w obecnym miejscu wyznaczył Henryk z Łajs na zasadźcę. W dniu 4 lipca 1364 r., z rąk biskupa Jana Stryprocka Wartberg nad rzeką Pisą otrzymał prawa miejskie oparte na prawie chełmińskim.